# Volleyball-DDR-Meisterschaft (Frauen) 1984/85
Die DDR-Volleyballmeisterschaft der Frauen wurde 1984/85 zum 35. Mal ausgetragen. Sie begann am 19. Oktober 1984 und endete mit dem letzten Spiel am 13. Januar 1985. Der SC Dynamo Berlin sicherte sich seinen 14. Meistertitel und entthronte den SC Traktor Schwerin, die in den vergangenen fünf Jahren die Meisterschaft gewannen. Den dritten Platz errang der TSC Berlin vor den sieglosen SC Leipzig.

## Modus
Die vier Klubmannschaften (SC Traktor Schwerin, SC Dynamo Berlin, SC Leipzig und TSC Berlin) spielten in einer Vorrunde bei zwei Turnieren (jeweils jeder gegen jeden) die Teilnehmer für die Platzierungsspiele aus. Die beiden Erstplatzierten der Vorrunde spielten den Titel aus, während der Dritte und Vierte um die Bronzemedaille kämpften. Die Ergebnisse von den direkten Duellen der Vorrundenturniere wurden in die Finalrunde übernommen.

## Vorrunde

### Ergebnisse

#### 1. Turnier in Ost-Berlin
Das 1. Turnier fand vom 19. Oktober bis 21. Oktober 1984 in der TSC-Halle in Ost-Berlin statt.
| Paarung                | Paarung | Paarung             | Ergebnis                                |
| ---------------------- | ------- | ------------------- | --------------------------------------- |
| Freitag: 19. Oktober   |         |                     |                                         |
| SC Dynamo Berlin       | –       | SC Leipzig          | 3:0                                     |
| TSC Berlin             | –       | SC Traktor Schwerin | 0:3 – (1:15, 6:15, 4:15)                |
| Sonnabend: 20. Oktober |         |                     |                                         |
| TSC Berlin             | –       | SC Dynamo Berlin    | 0:3                                     |
| SC Leipzig             | –       | SC Traktor Schwerin | 0:3 – (1:15, 3:15, 8:15)                |
| Sonntag: 21. Oktober   |         |                     |                                         |
| TSC Berlin             | –       | SC Leipzig          | 3:2 – (13:15, 15:3, 13:15, 15:12, 15:7) |
| SC Dynamo Berlin       | –       | SC Traktor Schwerin | 3:0 – (15:7, 15:7, 15:13)               |

#### 2. Turnier in Schwerin
Das 2. Turnier fand vom 26. Oktober bis 28. Oktober 1984 in der Sport- und Kongresshalle von Schwerin statt.
| Paarung                | Paarung | Paarung          | Ergebnis                  |
| ---------------------- | ------- | ---------------- | ------------------------- |
| Freitag: 26. Oktober   |         |                  |                           |
| SC Leipzig             | –       | SC Dynamo Berlin | 0:3                       |
| SC Traktor Schwerin    | –       | TSC Berlin       | 3:0                       |
| Sonnabend: 27. Oktober |         |                  |                           |
| SC Dynamo Berlin       | –       | TSC Berlin       | 3:0                       |
| SC Traktor Schwerin    | –       | SC Leipzig       | 3:0                       |
| Sonntag: 28. Oktober   |         |                  |                           |
| SC Leipzig             | –       | TSC Berlin       | 1:3                       |
| SC Traktor Schwerin    | –       | SC Dynamo Berlin | 0:3 – (11:15, 4:15, 9:15) |

### Tabelle
| Pl. | Verein                       | Verein                  | S | N | Sätze | Punkte |
| --- | ---------------------------- | ----------------------- | - | - | ----- | ------ |
| 1   | Logo vom SC Dynamo Berlin    | SC Dynamo Berlin        | 6 | – | 18:00 | 12     |
| 2   | Logo vom SC Traktor Schwerin | SC Traktor Schwerin (M) | 4 | 2 | 12:60 | 10     |
| 3   | Logo vom TSC Berlin          | TSC Berlin              | 2 | 4 | 06:15 | 08     |
| 4   | Logo vom SC Leipzig          | SC Leipzig              | – | 6 | 03:18 | 06     |

 Qualifikant "Finale"
  Qualifikant "Spiel um Platz 3"
 (M) Vorjahresmeister

## Finalrunde

### Spiel um Platz 3
| Paarung                                        | Paarung | Paarung    | Ergebnis                                |
| ---------------------------------------------- | ------- | ---------- | --------------------------------------- |
| 1. Turnier in Ost-Berlin                       |         |            |                                         |
| TSC Berlin                                     | –       | SC Leipzig | 3:2 – (13:15, 15:3, 13:15, 15:12, 15:7) |
| 2. Turnier in Schwerin                         |         |            |                                         |
| SC Leipzig                                     | –       | TSC Berlin | 1:3                                     |
| Sonnabend: 17. November in Ost-Berlin          |         |            |                                         |
| TSC Berlin                                     | –       | SC Leipzig | 3:1 – (15:12, 15:2, 8:15, 15:11)        |
| Sonntag: 18. November in Ost-Berlin            |         |            |                                         |
| TSC Berlin                                     | –       | SC Leipzig | 3:1 – (15:5, 15:4, 9:15, 15:2)          |
| ____tag: __. Januar in Ost-Berlin              |         |            |                                         |
| TSC Berlin                                     | –       | SC Leipzig | 3:0 – (15:10, 15:8, 15:10)              |
| Freitag: 11. Januar um 16.00 Uhr in Ost-Berlin |         |            |                                         |
| TSC Berlin                                     | –       | SC Leipzig | 3:0 – (15:10, 15:7, 15:5)               |
| Endstand: TSC Berlin – SC Leipzig 6:0          |         |            |                                         |

1. ↑  Das Spiel wurde im Rahmen des Turniers Pokal der Bauarbeiter ausgetragen.

### Finale
| Paarung                                              | Paarung | Paarung             | Ergebnis                                |
| ---------------------------------------------------- | ------- | ------------------- | --------------------------------------- |
| 1. Turnier in Ost-Berlin                             |         |                     |                                         |
| SC Dynamo Berlin                                     | –       | SC Traktor Schwerin | 3:0 – (15:7, 15:7, 15:13)               |
| 2. Turnier in Schwerin                               |         |                     |                                         |
| SC Traktor Schwerin                                  | –       | SC Dynamo Berlin    | 0:3 – (11:15, 4:15, 9:15)               |
| Sonnabend: 17. November um 17.00 Uhr in Ost-Berlin   |         |                     |                                         |
| SC Dynamo Berlin                                     | –       | SC Traktor Schwerin | 3:1 – (15:9, 7:15, 15:2, 15:11)         |
| Sonntag: 18. November um 14.00 Uhr in Ost-Berlin     |         |                     |                                         |
| SC Dynamo Berlin                                     | –       | SC Traktor Schwerin | 3:1 – (15:9, 2:15, 15:12, 15:7)         |
| Sonnabend: 12. Januar um 17.00 Uhr in Schwerin       |         |                     |                                         |
| SC Traktor Schwerin                                  | –       | SC Dynamo Berlin    | 0:3 – (11:15, 13:15, 11:15)             |
| Sonntag: 13. Januar um 10.00 Uhr in Schwerin         |         |                     |                                         |
| SC Traktor Schwerin                                  | –       | SC Dynamo Berlin    | 2:3 – (8:15, 15:11, 15:11, 13:15, 4:15) |
| Endstand: SC Dynamo Berlin – SC Traktor Schwerin 6:0 |         |                     |                                         |

### Endstand
| Pl. | Verein                       | Verein                  |
| --- | ---------------------------- | ----------------------- |
| 1   | Logo vom SC Dynamo Berlin    | SC Dynamo Berlin        |
| 2   | Logo vom SC Traktor Schwerin | SC Traktor Schwerin (M) |
| 3   | Logo vom TSC Berlin          | TSC Berlin              |
| 4   | Logo vom SC Leipzig          | SC Leipzig              |

 DDR-Meister
 (M) Vorjahresmeister

## Meistermannschaft
| 1.                        | SC Dynamo Berlin |
| ------------------------- | --- |
| Logo vom SC Dynamo Berlin | Spielerinnen: Ariane Radfan , Heike Lehmann, Ramona Landgraf, Monika Beu, Maike Arlt, Grit Jensen, Ute Langenau, Silke Schott, Kathleen Bonath, Heike Jensen, Kathrin Langschwager Trainer: Siegfried Köhler |